# Pablo Acha Gonzalez
Pablo Acha González (Burgos, 4 agosto 1996) è un arciere spagnolo.

## Palmarès
- Giochi europei

Minsk 2019: bronzo nella gara individuale.
- Europei

Antalya 2021: oro nella gara individuale e argento nella prova mista.
- Giochi del Mediterraneo

Tarragona 2018: bronzo nella gara individuale e nella prova a squadre.